# Операция «Неретва 93»
Операция «Неретва 93» — операция армии Республики Боснии и Герцеговины (АРБиГ) против Хорватского совета обороны (ХСО) и хорватской армии в сентябре 1993 года. Была начата для того, чтобы положить конец осаде боснийской части Мостара, окружённой хорватскими силами и сильно разрушенной, и вернуть области Герцеговины, которые были включены в самопровозглашенную хорватскую республику Герцег-Босна. Операция была остановлена командованием АРБиГ после того как была получена информация об инцидентах в отношении гражданского населения и военнопленных.

## Грабовица и Уздол
Около 60 хорватских гражданских лиц, комбатантов и военнопленных были убиты во время операции в Грабовице и Уздоле.
Командующий АРБиГ Сефер Халилович был обвинен МТБЮ на основе командной ответственности (статья 7 (3) Устава Трибунала) в нарушении законов и обычаев войны (статья 3 — «Убийство») и был признан невиновным.